# فدریکو ماگایانس
فدریکو ماگایانس (انگلیسی: Federico Magallanes؛ زادهٔ ۲۸ اوت ۱۹۷۶) یک بازیکن فوتبال بازنشسته اهل اروگوئه است.
وی همچنین در تیم ملی فوتبال اروگوئه بازی کرده و سابقه حضور در جام جهانی ۲۰۰۲ را نیز دارد.